# Lý Văn Huấn
Lý Văn Huấn là kiểm sát viên người Việt Nam. Ông từng giữ chức vụ Phó Viện trưởng phụ trách Viện kiểm sát nhân dân tỉnh Thái Nguyên.

## Tiểu sử
Lý Văn Huấn là Đảng viên Đảng Cộng sản Việt Nam.
Ngày 21 tháng 8 năm 2015, Lý Văn Huấn, Viện trưởng Viện Kiểm sát nhân dân huyện Đại Từ, tỉnh Thái Nguyên, được Phó Viện trưởng thường trực Viện kiểm sát nhân dân tối cao Việt Nam Nguyễn Hải Phong trao quyết định của Viện trưởng Viện kiểm sát nhân dân tối cao Việt Nam bổ nhiệm giữ chức vụ Phó Viện trưởng Viện kiểm sát nhân dân tỉnh Thái Nguyên nhiệm kỳ 2015 - 2019 (cùng với Hoàng Văn Tiến, Viện trưởng Viện Kiểm sát nhân dân thành phố Sông Công, tỉnh Thái Nguyên).
Ngày 24 tháng 5 năm 2018, Viện trưởng Viện kiểm sát nhân dân tỉnh Thái Nguyên Ngô Thanh Hải qua đời vì bệnh nặng.
Ngày 31 tháng 5 năm 2018, Lý Văn Huấn, Phó Viện trưởng Viện kiểm sát nhân dân tỉnh Thái Nguyên, được Phó Viện trưởng thường trực Viện kiểm sát nhân dân tối cao Việt Nam Nguyễn Hải Phong trao Quyết định số 30/QĐ-VKSTC ngày 29/5/2018 của Viện trưởng Viện kiểm sát nhân dân tối cao Việt Nam giao Phụ trách Viện kiểm sát nhân dân tỉnh Thái Nguyên.